# 몽펠리에 라이트 레일

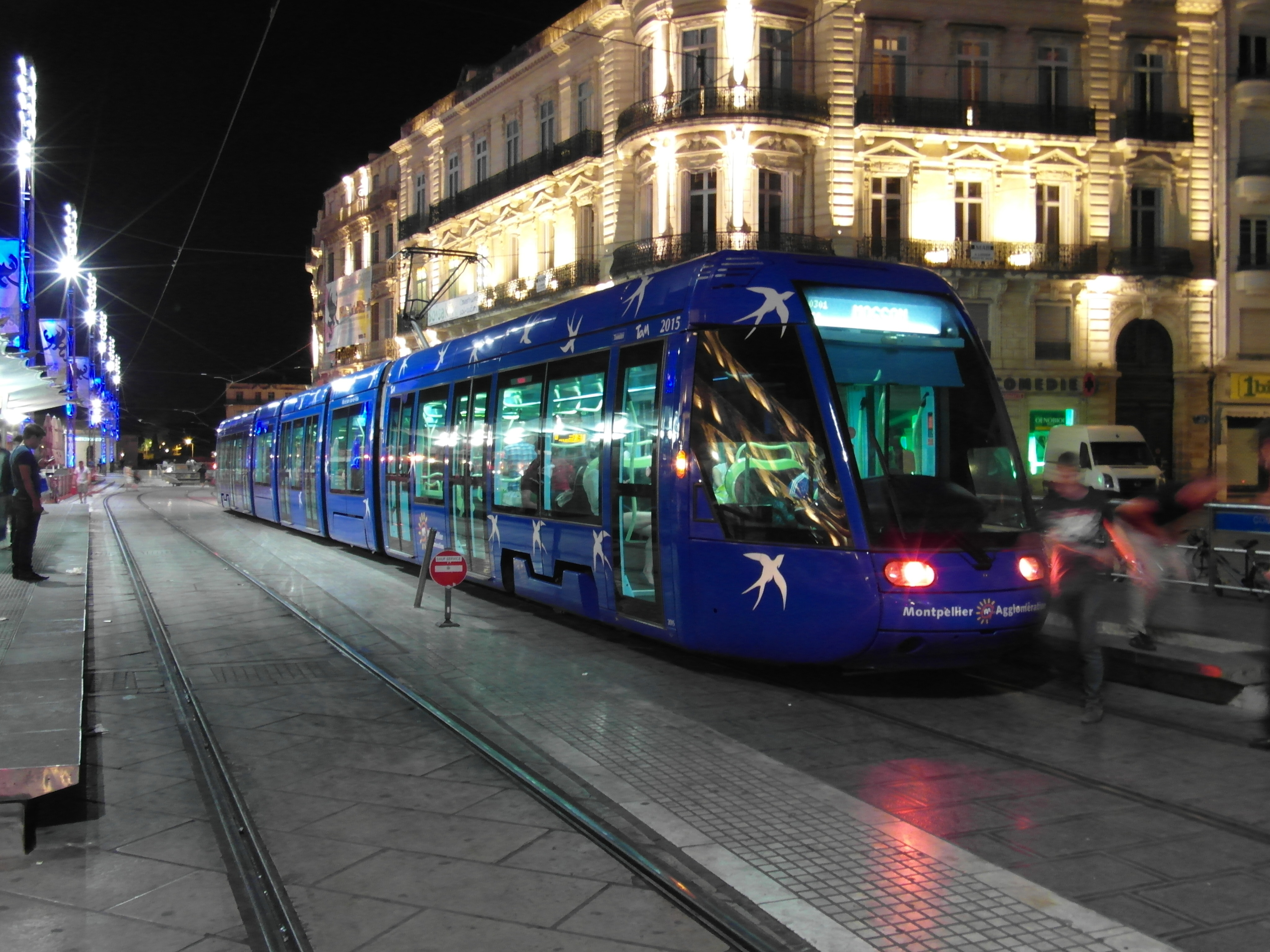

몽펠리에 라이트 레일(프랑스어: Tramway de Montpellier)은 몽펠리에 시 시내 및 교외 일부에 노선망을 가진 도시 철도 시스템을 가리킨다.
몽펠리에 라이트 레일 1호선부터 4호선 및 지선의 도합 4개 노선으로 이루어져 있으며 TaM(Transports alternatifs de Montpellier Méditerranée Métropole)에 의해 운영되고 있다.

노선도